# Dafina Zeqiri
Dafina Zeqiri Nushi (née le 1 avril 1984 à Pristina, Kosovo) est une compositrice kosovare (en) de musique orchestrale, de musique de chambre et de musique chorale.

## Biographie
Dafina Zeqiri Nushi a étudié au conservatoire Prenk Jakova de Pristina de 1997 à 2002. Elle a étudié la composition musicale avec Mendi Mengjiqi à l'université de Pristina et est diplômée en 2007. Elle a fait son master avec Jana Andreevska à l'université Saints-Cyrille-et-Méthode de Skopje.
En 2009 elle crée la fondation Kosovar Women in Music, NEO MUSICA, et est devient membre du Comité d'Honneur International de la Fondazione Adkins Chiti: Donne in Musica (en).
Ses œuvres sont principalement instrumentales, en commençant avec Quasi Variazione pour piano (2000), Dialog pour violon et piano (2001) et Atmosphères pour flûte et piano (2002). Ses compositions vocales comprennent des œuvres pour chœur mixte comme My Mother sur un texte de Pashko Vasa (2001), Odisea (2008) et Atmospheres pour chœur avec orchestre (2005). Elle a également composé des œuvres pour solistes comme When you come pour mezzo-soprano et piano (2002) sur un texte de Bajram Qerimi et O Dismal Bird pour ténor et piano (2009). Lors de son séjour à l'université de Skopje elle compose notamment des Variations pour Orchestre Symphonique (2011), Disappear pour solo alto (2011), Memento pour violon et orchestre (2010), Story of Mary pour acteur, flûte, violon, guitare et piano (2010) et All In pour flûte, hautbois, saxophone soprano et violoncelle (2009).
Ses œuvres ont été jouées lors des Days of Macedonian Music Festival en 2011 et au Festival DAM (en) à Pristina en 2010. En 2010 également, à Londres, Dreal pour violon solo (2007) a été entendue lors du projet du British Museum Trade and Travel 1830-2030 en septembre et d'autres œuvres ont été jouées à Willton en octobre. En 2009 Atmospheres pour chœur et orchestre a remporté le Theodore Front Prize de l'International Alliance for Women in Music (en). Début de 2012, une nouvelle œuvre, Variations pour Piano, remporte le second prix du Chopin Kosova Festival. Lors d'un concours organisé par le Ministère de la Culture, en avril 2012, son œuvre Përreth a remporté le prix dans la catégorie musique de chambre.
Des ensembles et des solistes reconnus ont joué sa musque dont Peter Sheppard Skaerved, Steffen Schleiermacher, Ophélie Gaillard, Jean-Jacques Balet, Anne Moreau, Anna Klett, Hege Waldeland, l'Athelas Sinfonietta Copenhagen (en), Victor Manuel Morales, Evangelina Reyes, le quatuor à cordes Fegus, Visar Kuçi, Neritan Hysa, Lorenc Radovani, Marisa Hatibi, Arienne Paço, Gëzim Belegu, Mialtin Zhezha, Annina Woehrle ou Battre Kermanschah